# Byleist
Byleist er i nordisk mytologi bror til Loke og Helblindi og søn af Nal og Farbaute.
| Nordisk mytologi | Spire Denne artikel om nordisk religion og mytologi er en spire som bør udbygges. Du er velkommen til at hjælpe Wikipedia ved at udvide den. |